# Mòmies de Chinchorro

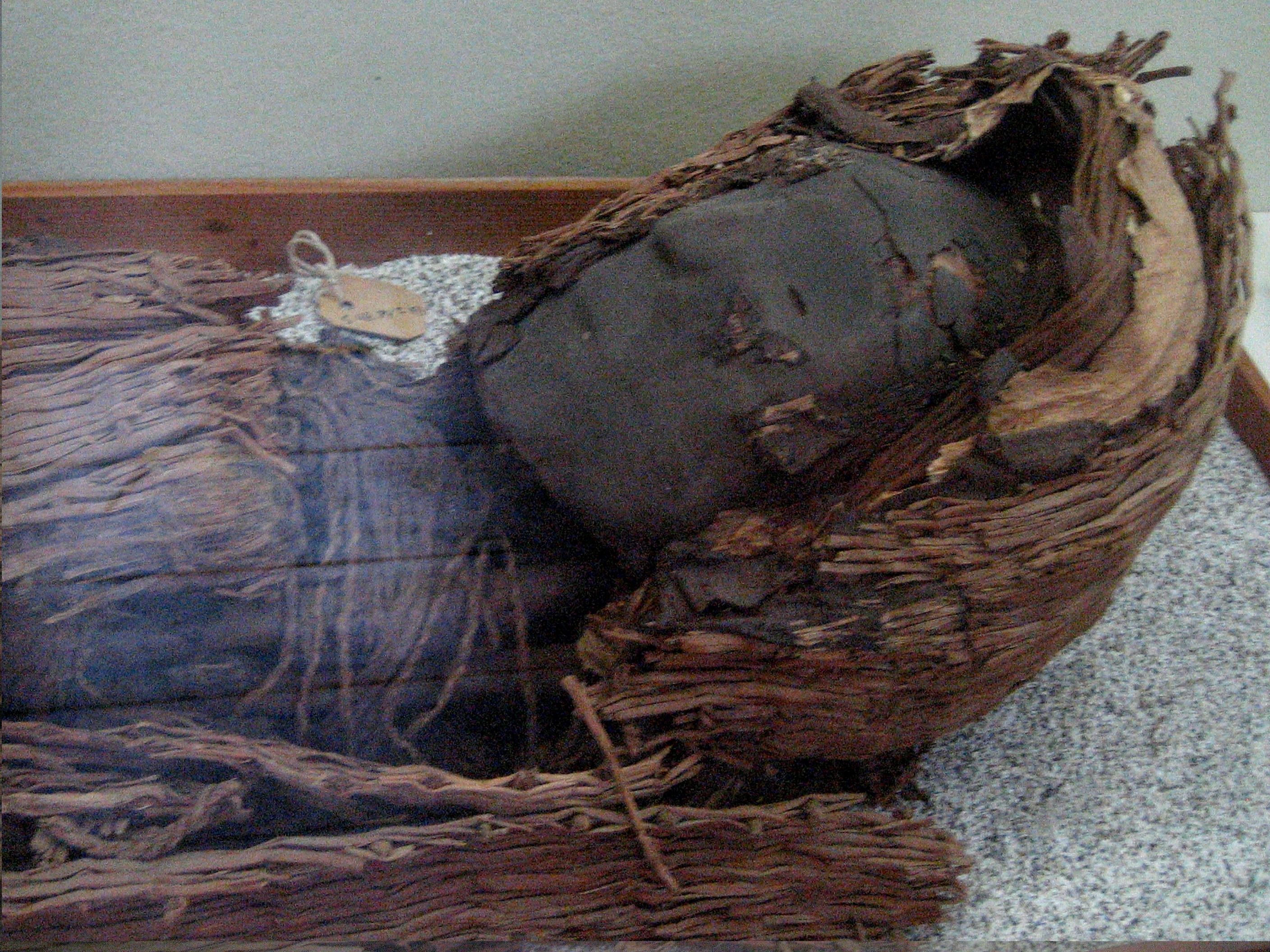
Mòmia de la cultura de Chinchorro.

Les mòmies de Chinchorro són restes momificades d'individus de la cultura Chinchorro, que se trobava en el que avui és el nord de Xile. Són els més antics exemples de restes humanes momificades artificialment, arribant a ésser fins dos mil anys abans de les mòmies egípcies. La mòmia més antiga que s'ha trobat a Egipte està datada a la ratlla de 3000 aC, i les més antigues antropogèneticament modificades de Chinchorro tenen una data de 5050 aC. La mòmia més antiga momificada naturalment recuperada del desert d'Atacama està datada al voltant de 7020 aC.
Les mòmies de la cultura Chinchorro, el nom de les quals és degut a la platja Chinchorro, on s'han trobat grups momificats, han estat inscrites des de setembre de 1998 en la llista indicativa de Xile, l'etapa prèvia davant d'una futura candidatura per ésser declarades Patrimoni de la Humanitat.

## Momificació a Chinchorro

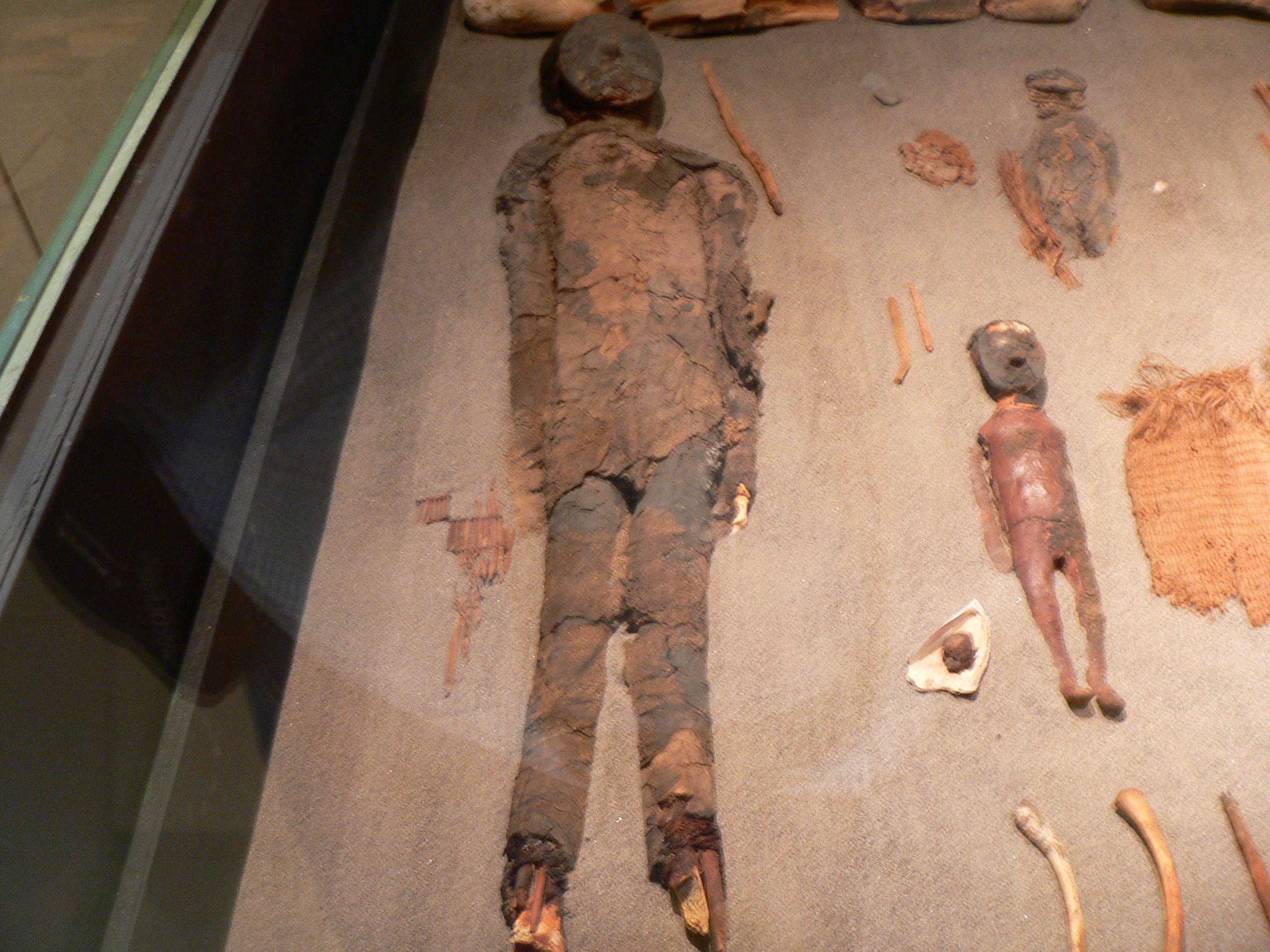
Mòmia de Chinchorro

Mentre que en moltes cultures de tot el món han tractat de centrar-se en la preservació dels morts pertanyents a l'elit, la tradició de la cultura de Chinchorro va realitzar la momificació en tots els membres de la seva societat, pel que és molt significatiu en arqueologia. La decisió de la preservació igualitària es demostra en la momificació dels membres sovint onerosos de la societat -és a dir, els que no podien contribuir al benestar dels altres; la tercera edat, nens, bebès i els fetus soferts en un avortament-. També es poden apreciar casos en què els nens i bebès van rebre els tractaments de momificació més elaborats.

## Cronologia
El 29% de les mòmies de Chinchorro què han trobat fins ara son resultats del procés de momificació natural. Les primera d'aquestes dates a prop de 7020 aC, i es coneix com a 'Acha man.
Les mòmies artificials de Chinchorro es creu que van aparèixer per primera vegada al voltant de 5000 aC i van arribar al |seu punt màxim al voltant de 3000 aC. Sovint mòmies aquestes mòmies, es van preparar elaboradament mitjançant l'eliminació dels òrgans interns i reemplaçant-les amb fibres vegetals o de pèl. En alguns casos, un embalsamador eliminaria la pell i la carn del cadàver per reemplaçar-los amb argila. La datació per radiocarboni revela que la mòmia més antiga descoberta antropogènicament modificada va ser la d'un nen d'un indret a la Vall de Camarones, prop de 97 km al sud d'Arica a Xile i data a la ratlla de 5050 aC. Les mòmies es van continuar realitzant fins al voltant de 1800 aC, fent-las contemporànies amb la cultura de Las Vegas i la cultura Valdivia a l'Equador i la civilització de Caral a Perú.

### Investigació
Des de 1914, quan l'arqueòleg alemany Max Uhle va iniciar el seu treball en Arica, s'han trobat unes 282 mòmies pels arqueòlegs. «Morro-I», a la base de Morro d'Arica, es van trobar 96 cossos no estratificats -és a dir, no hi ha capes discernibles de l'estratigrafia, la qual cosa dificulta les tècniques de datació relativa -, la majoria de la sorra es troba solta en el pendent del pujol. Es van trobar cinquanta-quatre adults: 27 dones, 20 homes i 7 de sexe indeterminat; també es van trobar 42 nens: 7 nenes, 12 nens i 23 de sexe indeterminat.

## Tipus de momificació

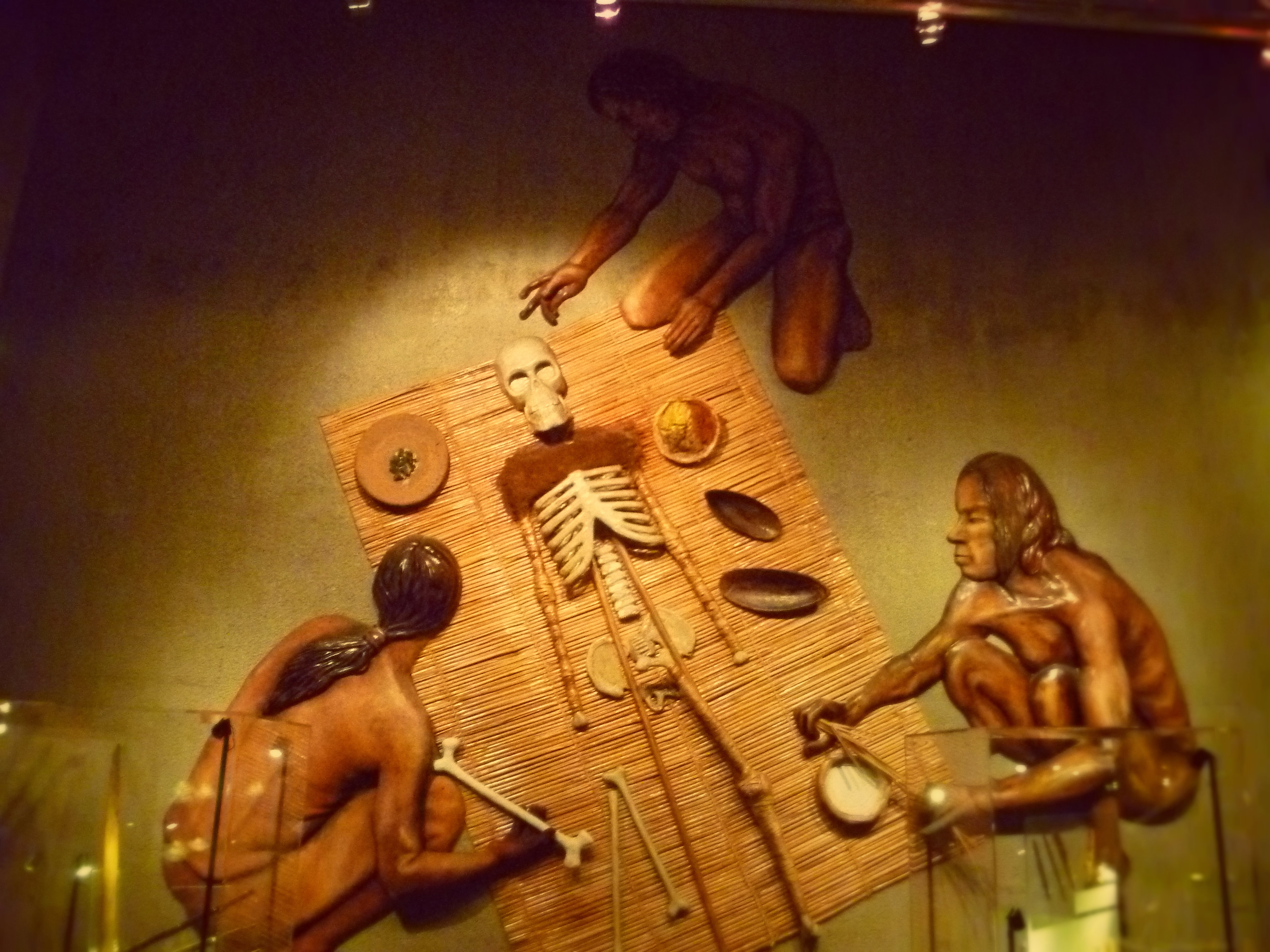
Recreació de una momificació de Chinchorro.

La societat de Chinchorro va demostrar un ampli coneixement de l'anatomia humana, un complex ritual i una delicada representació artística del cos humà. A diferència de qualsevol altre grup de pescadors i caçadors contemporanis de tot el món, aquests grups tenien un peculiar tractament dels seus morts: ja fossin membres de l'elit o gent comuna, homes, dones i nens petits, també fetus, 4 eren curosament tractats a fi que els seus cossos mantinguessin el seu aspecte de vida després de la mort.
Amb el córrer dels anys, i després d'una llarga tradició de pràctiques mortuòries, els preparadors fúnebres van crear diferents tipus de momificació. La tipologia més emprada va ser la plantejada per l'historiador Arriaza, qui destaca tres tipus de mòmies: negres, vermelles i embenades. El color de la pasta amb la qual van ser cobertes les mòmies assenyala les diferents èpoques de momificació: el negre fet d'òxid de manganès es va utilitzar en el període més antic, el vermell ocre va ser utilitzat en els exemples posteriors i el llot marró es va aplicar a les troballes datades més recents.

### Mòmies negres
Aquestes mòmies es van desenvolupar del 5050 al 3000 aC. Els preparadors fúnebres removien el cervell i els òrgans del difunt, reconstruïen el cos amb argila grisa i fibra, omplien el crani amb palla o cendra, i usaven canyes per cosir i unir novament la pell que connecta la mandíbula al crani. Mantenien la columna recta i unida al cap a través d'un pal. Posteriorment, restauraven la pell, de vegades usaven la del llop marí o un altre animal, i cobrien finalment el cos amb una pàtina d'òxid de manganès, el que li donava un color brillant i negre-blavós. El cap era adornat amb una màscara facial i una perruca de pèl humà curt i negre.

### Mòmies vermelles
Aquestes mòmies es van desenvolupar del 2500 al 2000 aC. Es feien incisions en l'estómac, espatlla, engonal i turmells per poder extreure els òrgans i la musculatura. Immediatament, s'assecaven les cavitats i es procedia a introduir-les fustes longitudinals per reforçar el cos. Les cavitats eren farcides amb terra, plomes i argila. El cap era adornat amb una perruca llarga i negra que era subjectada per un casquet d'òxid de manganès. Finalment, pintaven tot el cos, llevat de la cara, amb òxid fèrric, quedant amb un vistós cos vermell i una cara negra.

### Mòmies embenades
Aquest tipus de mòmies, desenvolupades a partir del 2000 a C., era una variant de les mòmies vermelles, la diferència era que els preparadors fúnebres disposaven la pell en forma d'embenats. Algunes vegades, s'utilitzaven embarrilats de fibra vegetal en tot el cos del difunt.

## Tatuatge
Almenys una mòmia de Chinchorro presenta un testimoni notable de l'antiguitat dels tatuatges en la regió. De fet, està a les restes d'un baró amb una línia de punts com un bigoti, tatuat per damunt del seu llavi superior i que data (2563-1972 aC, es creu que representa l'evidència directa més antiga dels tatuatges a les Amèriques i la quarta més antiga en el món.